# イギリスの宗教
イギリスの宗教 (2011年調査)
イギリスの宗教では、キリスト教が過半数を占めている。また、全イギリス人の約25％が無宗教である。
イギリスは移民国家であるので、イスラム教徒やヒンドゥー教徒、仏教徒、そして極少数だがバハイ教徒も生活している。一部のジャマイカ系イギリス人の間ではラスタファリ運動が信仰されている。アメリカ合衆国での9・11事件や、2005年7月にロンドンでの地下鉄爆破テロ事件が発生した為、イギリス人の間でイスラム恐怖症が広まり始めている他、イギリス国民党といった極右勢力も台頭しつつある。

## キリスト教
イングランドにキリスト教が伝えられたのは教皇グレゴリウス1世の時であった。アウグスティヌスが初代カンタベリー大司教に就任し、布教活動に専念した。
15世紀になると、国王ヘンリー8世の離婚問題が浮上し、国王とローマ教皇との間に軋轢が生じ始めた。教皇クレメンス7世に破門された国王はイングランド国教会の設立する意志を固め、トマス・クランマーをカンタベリー大司教に任命した。女王メアリー1世の時にはカトリック教会を国教にしようとした為に国教会側の人々はトマス・クランマーを含め逮捕、処刑されたが、女王エリザベス1世が即位するとエリザベスはローマ教皇の命令を聞かなくなり、イングランド国教会が国教に定められた。16世紀になると、国教会と対立するカルヴァニスト達がピューリタンと名乗る様になり、一つの勢力として台頭した。
19世紀頃まではイギリスでのカトリックは基本的にアイルランド人が殆どだったが、冷戦期になるとポーランドやウクライナからの移民が増加し、彼らの為の教会も建設された。
イングランドでヘンリー8世の離婚問題が取り沙汰されていた頃、スコットランドでも宗教改革の嵐が吹き荒れていた。ジョン・ノックスによって指導された長老派教会がスコットランド人に受け入れられていた。フランスから帰国した女王メアリ・ステュアートによるカトリックへの回帰計画は失敗に終わった。スコットランド国教会はイングランド国教会とは異なり、カルヴァン主義の傾向が強い所に特徴がある。
アイルランドがイングランドの支配下に入れられるとアイルランド人に対しても国教会への忠誠を求められる様になった。支配者によってアイルランド国教会が設立されたが、それでも大半のアイルランド人は宗教改革に関心を持たずカトリック信仰を守り続けた。

## ユダヤ教
イギリスにユダヤ人が定住し始めたのは、ノルマン・コンクエストの頃だったと言われている。ウィリアム・シェイクスピアの『ヴェニスの商人』に描かれている様に、イギリスでも反ユダヤ主義が横行していた。彼らは19世紀頃まで事実上社会の端っこに追い遣られていたが、ネイサン・メイアー・ロスチャイルドがロンドンを活動の拠点にした事からイギリスでのユダヤ人の立場は強くなった。ヴィクトリア女王の時に首相を務めたベンジャミン・ディズレーリや、ドイツから亡命して来たカール・マルクスやルートヴィヒ・ウィトゲンシュタイン、トニー・ブレア政権下で外相を務めたジャック・ストローもユダヤ人である。